# (4935) Maslachkova
(4935) Maslachkova (1985 PD2) – planetoida z pasa głównego asteroid okrążająca Słońce w ciągu 3,25 lat w średniej odległości 2,19 j.a. Odkryta 13 sierpnia 1985 roku.